# Ladtjoluspe
Ladtjoluspe ligger i Kebnekaiseområdet. Man kommer dit genom en vandringsled och där säljs renburgare på Lap Dånalds i Ladtjoluspekåtan.